# Takava
Takava är en ort i Mexiko.   Den ligger i kommunen Santa María Yucuhiti och delstaten Oaxaca, i den sydöstra delen av landet, 300 km sydost om huvudstaden Mexico City. Takava ligger 2 816 meter över havet och antalet invånare är 153.
Terrängen runt Takava är bergig åt sydväst, men åt nordost är den kuperad. Takava ligger uppe på en höjd. Runt Takava är det ganska tätbefolkat, med 75 invånare per kvadratkilometer. Närmaste större samhälle är Putla Villa de Guerrero, 16,4 km väster om Takava. I omgivningarna runt Takava växer i huvudsak blandskog.